# Liste der reichsten Tschechen
Die Liste der reichsten Tschechen nennt das Vermögen von Einzelpersonen und Familien mit tschechischer Staatsangehörigkeit.
(Stand: 2024)
| Rang | Name              | Vermögen (USD) | Branche | Unternehmen       |
| ---- | ----------------- | -------------- | ------- | ----------------- |
| 1    | Renate Kellnerova | 18,0 Mrd.      |         | PPF Group         |
| 2    | Karel Komárek     | 9,5 Mrd.       |         | KKCG              |
| 3    | Daniel Křetínský  | 9,4 Mrd.       |         | EPH               |
| 4    | Pavel Tykač       | 7,7 Mrd.       |         |                   |
| 5    | Radovan Vitek     | 6,7 Mrd.       |         |                   |
| 6    | Michal Strnad     | 4,4 Mrd.       |         |                   |
| 7    | Andrej Babiš      | 3,5 Mrd.       |         |                   |
| 8    | Pavel Baudiš      | 2,3 Mrd.       |         |                   |
| 9    | Ales Zavoral      | 2,0 Mrd.       |         |                   |
| 10   | Marek Dospiva     | 1,8 Mrd.       |         | Penta Investments |